# میدان سرتاسری
در ریاضیات، میدان سرتاسری (Global Field) (یا میدان سراسری)، یکی از دو نوع میدانی هستند (نوع دیگر آن میدان موضعی است) که با ارزیاب‌ها مشخص و متمایز می‌گردند. دو نوع میدان سرتاسری وجود دارند:
- میدان جبری اعداد: توسیع متناهی از {\displaystyle \mathbb {Q} }
- میدان توابع سرتاسری: میدان توابع یک خم جبری روی میدانی متناهی، به‌طور معادل، توسیع متناهی از میدان توابع گویای تک متغیره روی میدان متناهی q عضوی اند که با {\displaystyle F_{q}(T)} نمایش داده می‌شوند.

مشخصه‌سازی اصول موضوعه‌ای این میدان‌ها با نظریه ارزیاب توسط امیل آرتین و گئورگ واپلز در دهه ۱۹۴۰ میلادی ارائه شد.

### میدان‌های سرتاسری (Global Fields)
میدان‌های سرتاسری یکی از دو نوع اصلی میدان‌ها در ریاضیات هستند که با ارزیاب‌ها (valuations) تعریف و متمایز می‌شوند. این میدان‌ها شامل دو نوع اصلی هستند:
1. میدان جبری اعداد: این میدان‌ها شامل توسیعات متناهی از میدان اعداد گویا هستند. به عبارت دیگر، اعداد در این میدان‌ها با استفاده از ترکیب‌های جبری از اعداد گویا ساخته می‌شوند.
2. میدان توابع سرتاسری: این میدان‌ها شامل میدان توابع یک خم جبری روی میدانی متناهی هستند. به عبارت دیگر، این میدان‌ها شامل توسیعات متناهی از میدان توابع گویای تک‌متغیره روی میدان‌های متناهی () می‌باشند.

نظریه ارزیاب‌ها به ما این امکان را می‌دهد که ساختار و خواص این میدان‌ها را به طور دقیق‌تری بررسی کنیم. این نظریه توسط ریاضیدان‌های بزرگی مانند امیل آرتین و گئورگ واپلز در دهه ۱۹۴۰ میلادی توسعه یافت.

### مشخصه‌های میدان‌های سرتاسری
- میدان جبری اعداد: این میدان‌ها شامل تمامی اعدادی هستند که به صورت ترکیب‌های جبری از اعداد گویا به دست می‌آیند. برای مثال، عددهای موهومی که به صورت ریشه‌های معادلات چندجمله‌ای با ضرایب گویا ظاهر می‌شوند، در این میدان‌ها قرار می‌گیرند.
- میدان توابع سرتاسری: این میدان‌ها شامل توابعی هستند که از ترکیب‌های جبری از توابع ساده‌تر به دست می‌آیند. برای مثال، توابعی که از ترکیب خطی و ضربی توابع گویای تک‌متغیره روی میدان‌های متناهی ساخته می‌شوند، در این دسته قرار می‌گیرند.

### اهمیت میدان‌های سرتاسری
میدان‌های سرتاسری در ریاضیات کاربردهای گسترده‌ای دارند و به ما کمک می‌کنند تا ساختارهای پیچیده‌تری را بررسی کنیم. برای مثال، این میدان‌ها در نظریه اعداد و هندسه جبری بسیار مهم هستند و به ما ابزارهای لازم برای تحلیل و حل مسائل پیچیده را می‌دهند.

### مثال‌های ساده
- میدان جبری اعداد: در نظر بگیرید که عدد  به عنوان یک عدد گویا در میدان اعداد گویا وجود ندارد، اما اگر میدان جبری اعداد  را در نظر بگیریم، این عدد به عنوان یکی از اعضای این میدان وجود دارد.
- میدان توابع سرتاسری: توابعی مانند  روی میدان متناهی  را در نظر بگیرید. این تابع به عنوان یکی از اعضای میدان توابع سرتاسری  محسوب می‌شود.

### نتیجه‌گیری
به طور خلاصه، میدان‌های سرتاسری دو نوع اصلی از میدان‌ها هستند که با ارزیاب‌ها مشخص و متمایز می‌شوند. این میدان‌ها شامل میدان جبری اعداد و میدان توابع سرتاسری هستند و نقش مهمی در نظریه اعداد و هندسه جبری دارند. نظریه ارزیاب‌ها به ما کمک می‌کند تا این میدان‌ها را بهتر درک کرده و تحلیل کنیم.

## ارجاعات
1. ↑  Neukirch 1999, p. 134, Sec. 5.
2. ↑  Artin & Whaples 1945.
3. ↑  Artin & Whaples 1946.